# Motor Lublin (piłka nożna) w sezonie 1969/1970
Sezon 1969/1970 był dla Motoru Lublin 3. sezonem na drugim szczeblu ligowym. W trzydziestu rozegranych spotkaniach, Motor zdobył 28 punktów i zajął 12. miejsce w tabeli. W rundzie jesiennej trenerem zespołu był Władysław Giergiel, zaś w rundzie wiosennej Stanisław Świerk. Na wiosnę 1970 oddano do użytku boisko piłkarskie na stadionie żużlowym przy alejach Zygmuntowskich. 

## Przebieg sezonu
W pierwszej połowie lipca 1969 zespół przebywał na zgrupowaniu nad Balatonem. 18 lipca piłkarze wraz z trenerem Władysławem Giergielem wyjechali na zgrupowanie do Gdańska, skąd udali się do Szczecina na pierwszy w nowym sezonie mecz ligowy. Inauguracyjne spotkanie Motor wygrał 1:0 po bramce Ryszarda Brysiaka. Drużynę opuścił między innymi Edward Widera, który wyjechał do Australii, by kontynuować karierę w jednym z klubów polonijnych. 1 października 1969 piłkarze Motoru wyjechali na 11-dniowe tournée do Kujbyszewa w ZSRR, gdzie rozegrali trzy mecze towarzyskie. Rundę jesienną Motor zakończył na 12. miejscu, mając jeden punkt przewagi nad strefą spadkową.
Do treningów piłkarze Motoru powrócili 6 stycznia 1970. Nowym trenerem został Stanisław Świerk, a kierownikiem drużyny Witold Sokołowski. 3 lutego zespół wyjechał na dwutygodniowe zgrupowanie do Jaszowca koło Wisły. Od 25 lutego do 10 marca piłkarze i sztab szkoleniowy przebywali na zgrupowaniu w Jeleniej Górze, gdzie rozegrali kilka meczów sparingowych, między innymi z Bronią Radom (6:0), Gwardią Koszalin (2:1), Unią Tarnów (0:2) i Błękitnymi Kielce (1:1). Zajęcia uzupełniające w styczniu i lutym prowadził trener kadry olimpijskiej Kazimierz Górski. Do drużyny dołączyli między innymi Aleksander Pokin-Socha, występujący poprzednio w Górniku Wałbrzych, Andrzej Szydło, grający wcześniej w Piaście Nowa Ruda oraz Marek Rybka (poprz. Victoria Jaworzno). Odszedł zaś Ryszard Brysiak, który bez porozumienia się z zarządem klubu, wyjechał do Bytomia, gdzie podpisał kontrakt z tamtejszą Polonią. 15 marca na stadionie przy Kresowej Motor rozegrał mecz towarzyski ze Stalą Mielec. Spotkanie zakończyło się wygraną gości 2:1. Bramkę dla Motoru zdobył Aleksander Pokin-Socha.
10 kwietnia 1970, korzystając z przerwy w rozgrywkach ligowych, Motor rozegrał na Kresowej mecz sparnigowy z I-ligową Gwardią Warszawa. Spotkanie, które obejrzało 6 tysięcy widzów, zakończył się zwycięstwem lubelskiego zespołu 2:0 po bramkach Dworzeckiego i Śpiewoka. Rundę wiosenną Motor rozpoczął od trzech zwycięstw z rzędu, dzięki czemu awansował w tabeli na 7. miejsce.
Na wiosnę 1970 oddano do użytku płytę piłkarską na stadionie żużlowym przy al. Zygmuntowskich. Pierwszy mecz w rundzie rewanżowej na tym obiekcie Motor rozegrał 3 maja, mając za przeciwnika Olimpię Poznań. Spotkanie, które obejrzało 12 tysięcy widzów, zakończyło się zwycięstwem Motoru 1:0. 7 czerwca na stadionie ŁKS-u po raz pierwszy rozegrany został mecz przy sztucznym oświetleniu. Również po raz pierwszy w takiej scenerii wystąpili piłkarze Motoru. Mecz zakończył się zwycięstwem ŁKS-u 4:0, a na trybunach zasiadło 30 tysięcy widzów. 18 czerwca Motor rozegrał mecz towarzyski z holenderskim zespołem NAC Breda, które zakończyło się wynikiem remisowym 2:2. Bramki dla lublinian zdobyli Śpiewok oraz Drabik. Drugoligowy byt piłkarze Motoru zapewnili sobie w przedostatniej kolejce, po zwycięstwie 2:0 nad bydgoskim Zawiszą.

## Mecze ligowe w sezonie 1969/1970
| Data                 | Przeciwnik         | D/W | Miejsce                         | Wynik M/P | Strzelcy                                       | Widzów  | Źródło        |
| -------------------- | ------------------ | --- | ------------------------------- | --------- | ---------------------------------------------- | ------- | ------------- |
|                      |                    |     |                                 |           |                                                |         |               |
| RUNDA JESIENNA       |                    |     |                                 |           |                                                |         |               |
|                      |                    |     |                                 |           |                                                |         |               |
| 3 sierpnia 1969      | Arkonia Szczecin   | W   | Szczecin                        | 1:0       | Brysiak 37'                                    | 8 tys.  | [ 3 ] [ 24 ]  |
| 10 sierpnia 1969     | Garbarnia Kraków   | D   | Stadion przy ul. Kresowej       | 0:1       |                                                | 10 tys. | [ 25 ] [ 26 ] |
| 16 sierpnia 1969     | Włókniarz Łódź     | W   | Łódź                            | 0:1       |                                                | 8 tys.  | [ 27 ]        |
| 23 sierpnia 1969     | Unia Racibórz      | D   | Stadion przy ul. Kresowej       | 4:0       | Sułkowski 41', 63', Brysiak 44', Dworzecki 53' | 12 tys. | [ 28 ] [ 29 ] |
| 27 sierpnia 1969     | Olimpia Poznań     | W   | Stadion Olimpii                 | 1:1       | Śpiewok 12'                                    | 2 tys.  | [ 30 ] [ 31 ] |
| 31 sierpnia 1969     | ROW Rybnik         | D   | Stadion przy ul. Kresowej       | 0:1       |                                                | 12 tys. | [ 32 ]        |
| 6 września 1969      | Unia Tarnów        | W   | Tarnów                          | 2:1       | Nilipiuk 84', Sokołowski 86'                   | 4 tys.  | [ 33 ] [ 34 ] |
| 14 września 1969     | MZKS Gdynia        | W   | Stadion MZKS-u                  | 0:1       |                                                | 3 tys.  | [ 35 ] [ 36 ] |
| 21 września 1969     | Hutnik Nowa Huta   | W   | Stadion Hutnika                 | 0:1       |                                                | 3 tys.  | [ 37 ] [ 38 ] |
| 27 września 1969     | ŁKS Łódź           | D   | Stadion Lublinianki             | 2:0       | Nilipiuk 51', Drzewiecki 70'                   | 16 tys. | [ 39 ] [ 40 ] |
| 12 października 1969 | Urania Ruda Śląska | D   | Stadion Lublinianki             | 0:0       |                                                | 15 tys. | [ 41 ] [ 42 ] |
| 16 października 1969 | Śląsk Wrocław      | D   | Stadion Lublinianki             | 1:4       | Rześny 70'                                     | 12 tys. | [ 43 ] [ 44 ] |
| 26 października 1969 | Zawisza Bydgoszcz  | W   | Stadion Zawiszy                 | 1:1       | Famulski 2'                                    | 2 tys.  | [ 45 ] [ 46 ] |
| 29 października 1969 | Stal Mielec        | D   | Stadion przy ul. Kresowej       | 1:4       | Rześny 52'                                     | 3 tys.  | [ 47 ] [ 48 ] |
| 2 listopada 1969     | Górnik Wałbrzych   | W   | Wałbrzych                       | 1:1       | Góral 87'                                      | 5 tys.  | [ 7 ] [ 49 ]  |
|                      |                    |     |                                 |           |                                                |         |               |
| RUNDA WIOSENNA       |                    |     |                                 |           |                                                |         |               |
|                      |                    |     |                                 |           |                                                |         |               |
| 22 marca 1970        | Arkonia Szczecin   | D   | Stadion przy ul. Kresowej       | 1:0       | Famulski 14'                                   | 5 tys.  | [ 12 ] [ 50 ] |
| 4 kwietnia 1970      | Garbarnia Kraków   | W   | Stadion Garbarni                | 1:0       | Famulski 4'                                    | 2 tys.  | [ 51 ] [ 52 ] |
| 18 kwietnia 1970     | Włókniarz Łódź     | D   | Stadion przy ul. Kresowej       | 1:0       | Famulski 87'                                   | 5 tys.  | [ 53 ] [ 54 ] |
| 26 kwietnia 1970     | Unia Racibórz      | W   | Stadion Unii                    | 0:1       |                                                | 4 tys.  | [ 55 ] [ 56 ] |
| 3 maja 1970          | Olimpia Poznań     | D   | Stadion przy al. Zygmuntowskich | 1:0       | Famulski 25' (k)                               | 12 tys. | [ 18 ] [ 19 ] |
| 9 maja 1970          | ROW Rybnik         | W   | Stadion ROW-u                   | 0:5       |                                                | 7 tys.  | [ 57 ] [ 58 ] |
| 16 maja 1970         | Unia Tarnów        | D   | Stadion przy al. Zygmuntowskich | 3:2       | Oryszko 53', Śpiewok 58', 63'                  | 5 tys.  | [ 59 ] [ 60 ] |
| 23 maja 1970         | MZKS Gdynia        | D   | Stadion przy al. Zygmuntowskich | 1:1       | Śpiewok 47'                                    | 5 tys.  | [ 61 ] [ 62 ] |
| 28 maja 1970         | Śląsk Wrocław      | W   | Stadion Śląska                  | 0:3       |                                                | 2 tys.  | [ 63 ] [ 64 ] |
| 31 maja 1970         | Hutnik Nowa Huta   | D   | Stadion przy al. Zygmuntowskich | 1:1       | Oryszko 46'                                    | 10 tys. | [ 65 ] [ 66 ] |
| 7 czerwca 1970       | ŁKS Łódź           | W   | Stadion ŁKS-u                   | 0:4       |                                                | 30 tys. | [ 20 ] [ 67 ] |
| 10 czerwca 1970      | Górnik Wałbrzych   | D   | Stadion przy al. Zygmuntowskich | 0:0       |                                                | 10 tys. | [ 68 ] [ 69 ] |
| 14 czerwca 1970      | Urania Ruda Śląska | W   | Ruda Śląska                     | 1:1       | Wiśniewski 75'                                 | 1 tys.  | [ 70 ] [ 71 ] |
| 21 czerwca 1970      | Zawisza Bydgoszcz  | D   | Stadion przy al. Zygmuntowskich | 2:0       | Śpiewok 60', Dworzecki 74'                     | 5 tys.  | [ 23 ] [ 72 ] |
| 28 czerwca 1970      | Stal Mielec        | W   | Stadion Stali                   | 1:3       | Śpiewok 86'                                    | 10 tys. | [ 73 ] [ 74 ] |

### Tabela II ligi
| Poz | Klub               | M  | Pkt | Bz | Bs |
| --- | ------------------ | -- | --- | -- | -- |
| 1.  | ROW Rybnik         | 30 | 48  | 60 | 13 |
| 2.  | Stal Mielec        | 30 | 43  | 40 | 15 |
| 3.  | ŁKS Łódź           | 30 | 38  | 33 | 25 |
| 4.  | Śląsk Wrocław      | 30 | 37  | 39 | 21 |
| 5.  | MZKS Gdynia        | 30 | 33  | 32 | 28 |
| 6.  | Urania Ruda Śląska | 30 | 30  | 30 | 29 |
| 7.  | Unia Racibórz      | 30 | 30  | 26 | 33 |
| 8.  | Garbarnia Kraków   | 30 | 29  | 29 | 28 |
| 9.  | Zawisza Bydgoszcz  | 30 | 28  | 20 | 26 |
| 10. | Hutnik Nowa Huta   | 30 | 28  | 22 | 31 |
| 11. | Olimpia Poznań     | 30 | 28  | 19 | 29 |
| 12. | Motor Lublin       | 30 | 28  | 27 | 38 |
| 13. | Unia Tarnów        | 30 | 23  | 23 | 32 |
| 14. | Górnik Wałbrzych   | 30 | 22  | 20 | 36 |
| 15. | Włókniarz Łódź     | 30 | 18  | 19 | 39 |
| 16. | Arkonia Szczecin   | 30 | 17  | 24 | 40 |

## Kadra
| Zawodnik               | Rok ur.   | Występy        | Bramki         | Występy        | Bramki         | Występy   | Bramki    |
| Zawodnik               | Rok ur.   | RUNDA JESIENNA | RUNDA JESIENNA | RUNDA WIOSENNA | RUNDA WIOSENNA | SEZON     | SEZON     |
| Bramkarze              | Bramkarze | Bramkarze      | Bramkarze      | Bramkarze      | Bramkarze      | Bramkarze | Bramkarze |
| ---------------------- | --------- | -------------- | -------------- | -------------- | -------------- | --------- | --------- |
| Adam Suszek            | 1946      | 15             |                | 12             |                | 27        |           |
| Andrzej Wężyk          | 1946      |                |                | 3 (1)          |                | 3 (1)     |           |
| Obrońcy                |           |                |                |                |                |           |           |
| Władysław Bucki        | 1942      | 11 (3)         |                | 14             |                | 25 (3)    |           |
| Jan Góral              | 1940      | 12             | 1              | 15             |                | 27        | 1         |
| Jan Lisiewicz          | 1947      | 15             |                | 10             |                | 25        |           |
| Zdzisław Mróz          | ????      | —              | —              | 2 (1)          |                | 2 (1)     |           |
| Jacek Rudak            | 1939      | 14             |                | 6              |                | 20        |           |
| Marek Rybka            | 1948      | —              | —              | 8              |                | 8         |           |
| Krzysztof Rześny       | 1946      | 15             | 2              | 15             |                | 30        | 2         |
| Mieczysław Wężyk       | 1950      |                |                | 2              |                | 2         |           |
| Pomocnicy i napastnicy |           |                |                |                |                |           |           |
| Ryszard Brysiak        | 1946      | 15             | 2              | —              | —              | 15        | 2         |
| Jerzy Chachuła         | 1951      | —              | —              | 11             |                | 11        |           |
| Andrzej Drabik         | ????      |                |                | 0 (2)          |                | 0 (2)     |           |
| Ryszard Dworzecki      | 1947      | 15             | 2              | 14 (1)         |                | 29 (1)    | 2         |
| Maciej Famulski        | 1939      | 5 (1)          | 1              | 9 (1)          | 4              | 14 (2)    | 5         |
| Piotr Kiszka           | 1950      | 1 (2)          |                | 3              |                | 4 (2)     |           |
| Mieczysław Marciniuk   | 1952      | —              | —              | 1              |                | 1         |           |
| Matlak                 | ????      | —              | —              | 1              |                | 1         |           |
| Jan Mrozik             | 1953      | —              | —              | 2 (1)          |                | 2 (1)     |           |
| Jan Nilipiuk           | 1944      | 10 (4)         | 2              | 1 (3)          |                | 11 (7)    | 2         |
| Andrzej Oryszko        | 1944      | 12 (1)         |                | 6 (7)          | 3              | 18 (8)    | 3         |
| Aleksander Pokin-Socha | 1949      | —              | —              | 10             |                | 10        |           |
| Witold Sokołowski      | 1939      | 1 (6)          | 1              | —              | —              | 1 (6)     | 1         |
| Jerzy Sułkowski        | 1940      | 7 (7)          | 2              | —              | —              | 7 (7)     | 2         |
| Andrzej Szydło         | 1943      | —              | —              | 6 (8)          |                | 6 (8)     |           |
| Paweł Śpiewok          | 1940      | 15             | 1              | 14 (1)         | 5              | 29 (1)    | 6         |
| Roman Wiśniewski       | 1946      | 2 (1)          |                | 0 (4)          | 1              | 3 (5)     | 1         |

## Puchar Polski na szczeblu centralnym
| Data                 | Runda | Przeciwnik     | D/W | Miejsce | Wynik M/P | Strzelcy   | Źródło        |
| -------------------- | ----- | -------------- | --- | ------- | --------- | ---------- | ------------- |
| 19 października 1969 | I     | Karpaty Krosno | W   | Krosno  | 1:2       | Mrozik 31' | [ 75 ] [ 76 ] |

## Mistrzostwa Polski juniorów
Pod koniec czerwca 1970 rozpoczął się w Białymstoku jeden z czterech turniejów półfinałowych o mistrzostwo Polski juniorów. Motor w pierwszym meczu pokonał Gwardię Białystok 5:0 (Krawczyk (2), Mrozik, Chachuła, Stawiszyński), następnie wygrał z Legią Warszawa 3:1 (Chachuła, Krawczyk, Biernacki), a w decydującym meczu, rozegranym 5 lipca, odniósł zwycięstwo nad Warmią Olsztyn 3:1 (Mrozik, Marciniuk, Żmuda) i awansował do turnieju finałowego.
Turniej finałowy rozpoczął się 19 lipca 1970 w Kluczborku. W pierwszym meczu Motor przegrał z Lechią Gdańsk 0:2, następnie zremisował z Metalem Kluczbork 1:1, a w ostatnim spotkaniu pokonał Polonię Bytom 1:0 po bramce Wiatera w 49. minucie. Ostatecznie lubelski zespół zajął 3. miejsce.